# John Blund (saga)
John Blund (danska: Ole Lukøie, senare Ole Lukøje) är en saga av den danske författaren H.C. Andersen från 1841. Sagan är baserad på folksagan om den mytiske varelsen John Blund som varsamt får barn att somna.
Under var arm bär John Blund ett paraply; ett av dessa, med bilder på insidan breder han ut över de snälla barnen och sedan drömmer de de vackraste sagorna hela natten. Det andra paraplyet har inga bilder, och det håller han över de stygga barnen, så att de sover tungt och vaknar på morgonen utan att ha drömt alls.